# Comuna Andriivka, Cervonoarmiisk
Andriivka (în ucraineană Андріївська сільська рада) este o comună în raionul Cervonoarmiisk, regiunea Jîtomîr, Ucraina, formată din satele Andriivka (reședința), Rudokopî și Ulașanivka.

## Demografie
Componența lingvistică a comunei Andriivka
     Ucraineană (99%)
     Alte limbi (0,99%)
Conform recensământului din 2001, majoritatea populației comunei Andriivka era vorbitoare de ucraineană (99%), existând în minoritate și vorbitori de alte limbi.